# فلای‌می (ویلا ایر)
فلای‌می (ویلا ایر) (به انگلیسی: Flyme (Villa Air)) یک شرکت هواپیمایی با کد یاتا vp است. قطب فلای‌می (ویلا ایر) در فرودگاه مامیگیلی قرار دارد.